# NIROSETI
NIROSETI (англ. Near-InfraRed Optical Search for Extraterrestrial Intelligence, пошук позаземного розуму в ближньому інфрачервоному діапазоні) — астрономічна програма для пошуку штучних сигналів у видимому та ближньому інфрачервоному діапазонах електромагнітного спектра. Це перший спеціальний експеримент з пошуку позаземного життя в ближньому інфрачервоному діапазоні. Інструмент був створений у співпраці вчених з Університету Каліфорнії в Сан-Дієго, Берклівського дослідницького центру SETI при Каліфорнійському університеті в Берклі, Університету Торонто та Інституту SETI. Він використовує 1-метровий телескоп Анни Нікел в Лікській обсерваторії, розташованій на вершині гори Гамільтон, на схід від Сан-Хосе, Каліфорнія, США. Прилад був отримав перше світло 15 березня 2015 року.

## Огляд

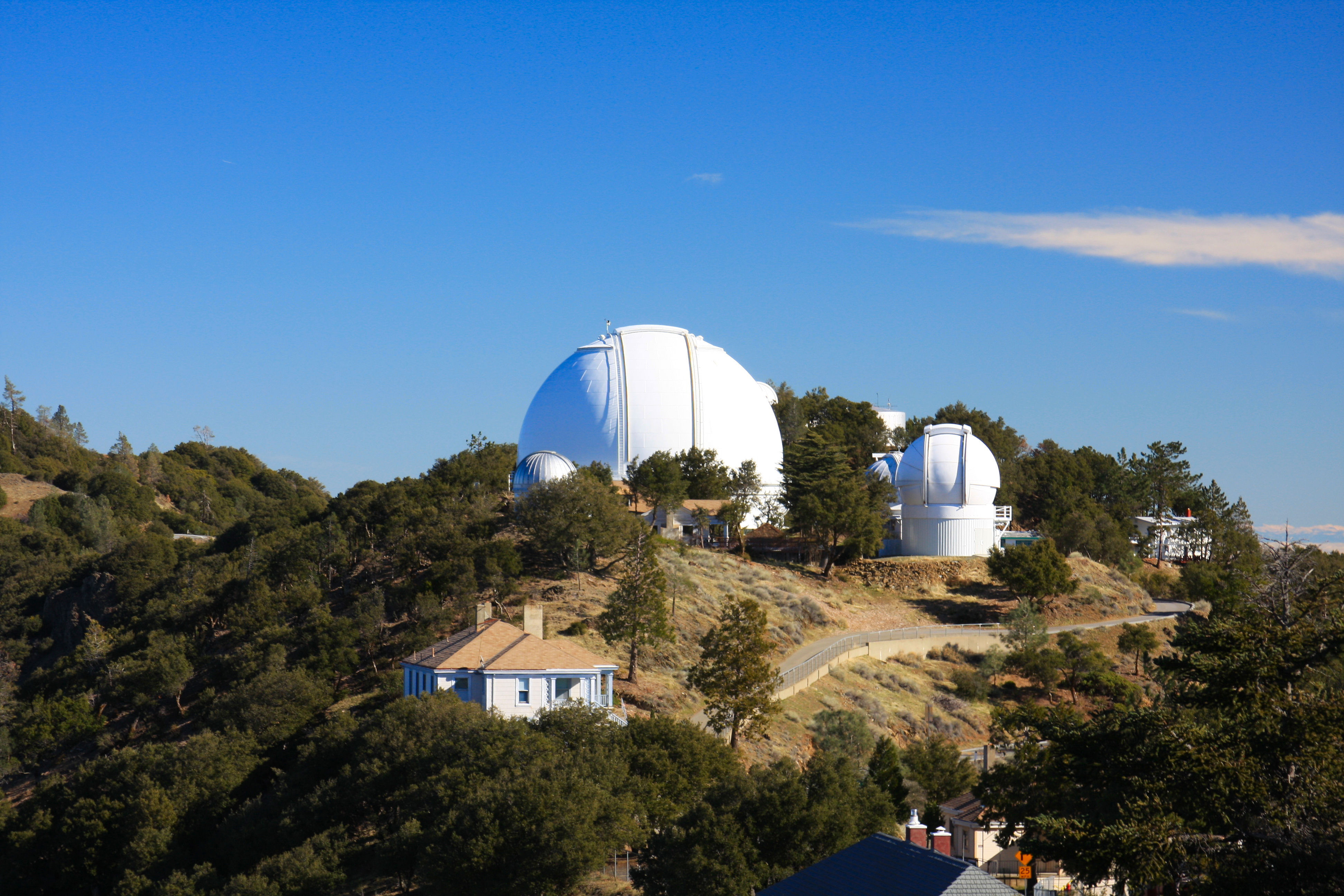
Лікська обсерваторія в Каліфорнії

Проєкт NIROSETI базується на припущенні, що гіпотетичні іншопланетяни можуть посилати імпульсні лазерні сигнали як в оптичному, так і в інфрачервоному спектрі. Близький інфрачервоний діапазон дозволяє теку передачу сигналу, бо на цих довжинах хвиль спостерігається зменшення як міжзоряного поглинання, так і галактичного фону порівняно з оптичним діапазоном. Близький інфрачервоний діапазон досі залишається мало дослідженим, тому що інструменти, здатні вловлювати короткі імпульси інфрачервоного світла, стали доступними лише нещодавно.
Інструмент NIROSETI веде пошук лазерного випромінювання від позаземного зв'язку або техносигнатур у ближньому інфрачервоному діапазоні, використовуючи 1-метровий оптичний телескоп Анни Нікел, розташований у Лікській обсерваторії в Каліфорнії. Цей проєкт фінансувався Фондом Білла та Сьюзен Блумфілд. Він базується на попередньому проєкті під назвою Lick Optical SETI, який виконувався між 2001 і 2006 роками. Групу, яка створила та керує програмою NIROSETI, очолює Шеллі Райт.
Інструмент NIROSETI використовує нове покоління детекторів ближнього інфрачервоного випромінювання (діапазон від 900 до 1700 нм), охолоджені до −25 °C, які мають високу швидкість реакції (>1 ГГц) і посилення, порівнянне з фотопомножувачами, водночас створюючи дуже низький рівень шуму, що значно зменшує ймовірність помилкових спрацьовувань. Поле зору інструмента становить 2,5"x2,5". Прилад шукає короткі наносекундні імпульси лазерного випромінювання. NIROSETI також використовується для вивчення природної змінності зір у ближньому інфрачервоному діапазоні на екстремально коротких періодах.

## Цілі
NIROSETI був розроблений для спостереження за кількома тисячами об'єктів протягом кількох років і почав повноцінну роботу 28 січня 2016 року. За одну ясну ніч прилад спостерігає близько 20-30 об'єктів. Оскільки інфрачервоне світло проникає крізь газ і пил далі, ніж видиме світло, цей огляд охоплює зорі на відстанях в тисячі світлових років від нас. Початкова цільова вибірка складалась переважно з зір головної послідовності та зір-гігантів, розташованих в межах 50 парсек від Землі, взятих зі списку цілей програми Breakthrough Listen.
Вибірка цілей також включає 82 галактики — найближчих представників п'яти основних морфологічних класів галактик (20 спіральних, 36 еліптичних, 15 карликових сфероїдальних, 9 неправильних і 2 лінзоподібних галактик), а також зорі, від яких були прийняті можливі сигнали в інших програмах з пошуку позаземних цивілізацій.